# Metodi III de Constantinoble
Metodi III de Constantinoble, anomenat Moronis o Maronis (engrec: Μεθόδιος, Methódios; Μορώνης/Μαρώνης) va ser patriarca de Constantinoble des de l'any 1668 fins al 1671.
Era originari de Creta i va ser cap de l'Església de la Theótokos a Gàlata fins al 1646, quan va ser escollit metropolità d'Heraclea de Perint. El gener de 1668 va ser elegit patriarca de Constantinoble com a successor de Climent de Constantinoble. Pel mes de març de 1671 va abdicar i es va retirar a un monestir de Quios i després a un altre a l'illa de Zacint.
L'any 1677 va assumir el càrrec de comissionat a l'església de Sant Jordi dels Grecs, a Venècia. Va morir en aquella ciutat l'any 1679.